# ادواردو پارت
ادواردو پارت (انگلیسی: Eduardo Paret؛ زادهٔ ۲۳ اکتبر ۱۹۷۲) بازیکن بیسبال اهل کوبا بود.